# Promozione Veneto 1952-1953
La Promozione fu il massimo campionato regionale di calcio disputato in Veneto nella stagione 1952-1953.
La nuova massima categoria regionale presentava caratteristiche innovative, dato che pur essendo gestita dalle leghe regionali, a differenza del passato la formula del torneo era decisa direttamente dalla FIGC. A ciascun girone, che garantiva al suo vincitore la promozione in IV Serie a condizione di soddisfare le condizioni economiche richieste dai regolamenti, partecipavano sedici squadre, ed era prevista la retrocessione delle quattro peggio piazzate, anche se erano possibili aggiustamenti automatici per ripartire fra le appropriate sedi locali le squadre discendenti dalla IV Serie.
Per le regioni come il Veneto cui erano assegnati multipli gironi, era prevista la disputa delle finali per l'assegnazione del titolo di campione assoluto della lega regionale, come avveniva in precedenza per il campionato di Prima Divisione.

## Girone A

### Classifica finale
|  | Pos. | Squadra           | Pt  | G   | V   | N  | P   | GF    | GS    | DR  |
|  | ---- | ----------------- | --- | --- | --- | -- | --- | ----- | ----- | --- |
|  | 1.   | Hellas            | 49  | 30  | 21  | 7  | 1   | 76    | 32    | +44 |
|  | 2.   | Pellizzari        | 48  | 30  | 22  | 4  | 4   | 87    | 31    | +56 |
|  | 3.   | Scaligera         | 39  | 30  | 15  | 9  | 6   | 72    | 36    | +36 |
|  | 4.   | Cadidavid         | 37  | 30  | 16  | 5  | 9   | 52    | 48    | +4  |
|  | 5.   | Ceccato           | 33  | 30  | 14  | 6  | 10  | 50    | 46    | +4  |
|  | 6.   | Silva             | 32  | 30  | 13  | 6  | 11  | 56    | 53    | +3  |
|  | 7.   | Bentegodi Verona  | 30  | 30  | 12  | 6  | 12  | 37    | 45    | -8  |
|  | 8.   | Zevio             | 29  | 30  | 10  | 9  | 11  | 59    | 55    | +4  |
|  | 8.   | Benvenuto Ronzani | 29  | 30  | 11  | 7  | 12  | 55    | 65    | -10 |
|  | 10.  | Audace            | 28  | 30  | 11  | 6  | 12  | 47    | 52    | -5  |
|  | 11.  | Domegliara        | 25  | 30  | 10  | 5  | 15  | 40    | 52    | -12 |
|  | 12.  | Azzurra           | 24  | 30  | 9   | 6  | 15  | 38    | 57    | -19 |
|  | 13.  | Dueville          | 23  | 30  | 8   | 7  | 15  | 41    | 58    | -17 |
|  | 14.  | Malo              | 22  | 30  | 8   | 6  | 16  | 37    | 50    | -13 |
|  | 15.  | Montebello        | 21  | 30  | 8   | 5  | 17  | 51    | 79    | -28 |
|  | 16.  | Filatura Maglio   | 8   | 30  | 4   | 2  | 24  | 25    | 69    | -44 |
|  |      |                   | 477 | 480 | 192 | 96 | 192 | 823 ? | 828 ? | 0   |

Verdetti
- Hellas promosso in IV Serie 1953-1954.
- Dueville, Malo, Montebello e Filatura Maglio retrocesse in Prima Divisione 1953-1954.

## Girone B

### Classifica finale
|  | Pos. | Squadra           | Pt  | G   | V   | N   | P   | GF    | GS    | DR  |
|  | ---- | ----------------- | --- | --- | --- | --- | --- | ----- | ----- | --- |
|  | 1.   | Adriese           | 48  | 30  | 20  | 8   | 2   | 64    | 32    | +32 |
|  | 2.   | Clodia            | 39  | 30  | 17  | 5   | 8   | 71    | 56    | +15 |
|  | 3.   | Angelo Milani     | 37  | 30  | 15  | 7   | 8   | 79    | 54    | +25 |
|  | 3.   | Minerbe           | 37  | 30  | 16  | 5   | 9   | 56    | 49    | +7  |
|  | 5.   | Petrarca          | 34  | 30  | 14  | 6   | 10  | 53    | 44    | +9  |
|  | 6.   | Contarina         | 33  | 30  | 12  | 9   | 9   | 67    | 45    | +22 |
|  | 7.   | SAF               | 28  | 30  | 10  | 8   | 12  | 50    | 54    | -4  |
|  | 8.   | Giovane Italia    | 28  | 30  | 11  | 6   | 13  | 39    | 62    | -23 |
|  | 9.   | Rovigo            | 27  | 30  | 9   | 9   | 12  | 47    | 43    | +4  |
|  | 9.   | Stra              | 27  | 30  | 10  | 7   | 13  | 41    | 45    | -4  |
|  | 9.   | Costa di Rovigo   | 27  | 30  | 9   | 9   | 12  | 43    | 48    | -5  |
|  | 9.   | Conti             | 27  | 30  | 9   | 9   | 12  | 52    | 64    | -12 |
|  | 13.  | Plateola          | 26  | 30  | 10  | 6   | 14  | 44    | 40    | +4  |
|  | 14.  | Monselice         | 22  | 30  | 8   | 6   | 16  | 47    | 53    | -6  |
|  | 14.  | Villanovese       | 22  | 30  | 9   | 4   | 17  | 43    | 61    | -18 |
|  | 16.  | Umberto Maddalena | 18  | 30  | 6   | 6   | 18  | 35    | 70    | -35 |
|  |      |                   | 480 | 480 | 185 | 110 | 185 | 831 ? | 820 ? | 0   |

Verdetti
- Adriese promosso in IV Serie 1953-1954.
- Plateola, Monselice, Villanovese e Umberto Maddalena retrocesse in Prima Divisione 1953-1954.

## Girone C

### Classifica finale
|  | Pos. | Squadra                           | Pt  | G   | V   | N   | P   | GF  | GS  | DR  |
|  | ---- | --------------------------------- | --- | --- | --- | --- | --- | --- | --- | --- |
|  | 1.   | Olimpia                           | 39  | 30  | 18  | 3   | 9   | 53  | 39  | +14 |
|  | 2.   | Coin                              | 38  | 30  | 14  | 10  | 6   | 50  | 28  | +22 |
|  | 3.   | Opitergina                        | 35  | 30  | 14  | 7   | 9   | 51  | 37  | +14 |
|  | 3.   | Bassano                           | 35  | 30  | 13  | 9   | 8   | 53  | 47  | +6  |
|  | 5.   | Montebelluna                      | 34  | 30  | 13  | 8   | 9   | 55  | 42  | +13 |
|  | 5.   | Muranese                          | 34  | 30  | 13  | 8   | 9   | 46  | 41  | +5  |
|  | 5.   | Giorgione                         | 34  | 30  | 14  | 6   | 10  | 47  | 39  | +8  |
|  | 8.   | C.R.A.L. S.A.V.A. Sez.Calcio      | 33  | 30  | 12  | 9   | 9   | 49  | 49  | 0   |
|  | 9.   | Feltrese                          | 31  | 30  | 14  | 3   | 13  | 54  | 53  | +1  |
|  | 10.  | Libertas Ceggia, Ceggia           | 30  | 30  | 12  | 6   | 12  | 51  | 41  | +10 |
|  | 11.  | Cittadellese                      | 28  | 30  | 10  | 8   | 12  | 49  | 51  | -2  |
|  | 12.  | Excelsior-Lido                    | 26  | 30  | 9   | 8   | 13  | 43  | 46  | -3  |
|  | 13.  | Jesolo                            | 25  | 30  | 10  | 5   | 15  | 37  | 54  | -17 |
|  | 14.  | Coneglianese                      | 21  | 30  | 8   | 5   | 17  | 30  | 56  | -26 |
|  | 15.  | Vittorio Veneto                   | 19  | 30  | 7   | 5   | 18  | 33  | 53  | -20 |
|  | 16.  | Fossalta Piave, Fossalta di Piave | 18  | 30  | 6   | 6   | 18  | 39  | 64  | -25 |
|  |      |                                   | 480 | 480 | 187 | 106 | 187 | 740 | 740 | 0   |

Verdetti
- Olimpia promosso in IV Serie 1953-1954.
- Jesolo, Coneglianese, Vittorio Veneto e Isonia Fossalta retrocesse in Prima Divisione 1953-1954.

## Finali per il titolo Veneto

### Turno Preliminare
La gara di andata si svolse il 17 maggio 1953, quella di ritorno il 31 maggio.
| Squadra 1           | Totale | Squadra 2                | Andata | Ritorno |
| ------------------- | ------ | ------------------------ | ------ | ------- |
| U.S. Adriese, Adria | 5 - 4  | A.C. Olimpia, Cittadella | 4 - 1  | 1 - 3   |

### Finali
La gara di andata si svolse il 7 giugno 1953, quella di ritorno il 14 giugno.
| Squadra 1           | Totale | Squadra 2           | Andata | Ritorno |
| ------------------- | ------ | ------------------- | ------ | ------- |
| A.S. Hellas, Verona | 3 - 3  | U.S. Adriese, Adria | 2 - 1  | 1 - 2   |

Un'ulteriore gara di spareggio si svolse il 21 giugno 1953
| Squadra 1           | Risultato | Squadra 2           |
| ------------------- | --------- | ------------------- |
| A.S. Hellas, Verona | 4 - 2     | U.S. Adriese, Adria |

- Hellas Verona campione regionale veneto di Promozione.

## Regolamento
In questa stagione a parità di punteggio non era prevista alcuna discriminante: le squadre a pari punti erano classificate a pari merito. In caso di assegnazione di un titolo sportivo (promozione o retrocessione) era previsto uno spareggio in campo neutro.
Le squadre che non portarono a termine il campionato non furono considerate come classificate, ma tolte dalla classifica (e questo significa senza posizione in classifica), azzerando tutti i risultati conseguiti fino al momento dell'esclusione o della rinuncia.